# 457 Alleghenia
457 Alleghenia је астероид главног астероидног појаса са средњом удаљеношћу од Сунца која износи 3,091 астрономских јединица (АЈ).
Апсолутна магнитуда астероида је 11,0 а геометријски албедо 0,233.